# Palau de la Cancelleria
El Palau de la Cancelleria (en italià, Palazzo della Cancelleria), en referència a la Cancelleria Papal) és un palau de Roma, situat entre l'actual Via Saluzzo i el Campo dei Fiori, en el Rione de Parione. Forma part del Patrimoni de la Humanitat declarat per la UNESCO el 1990.
Va ser construït entre 1489-1513, sent el primer palau de Roma que va ser erigit des del principi en el nou estil renaixentista. La llarga façana amb el seu ritme de dobles pilastres plans entre les finestres amb arcs sobre elles és de concepció florentina, comparable al Palau Rucellai de Lleó Baptista Alberti. La portalada fou afegida el segle xvi per Domenico Fontana per ordre del cardenal Alexandre Farnese.
El travertí color cru de la façana va ser saquejat de les restes romanes del teatre de Pompeu, ja que la Ciutat Eterna era aleshores un camp de ruïnes, construïda per a una ciutat d'un milió d'habitants en la que llavors vivien al voltant de 30.000. Les quaranta-quatre columnes de granit egipci del pati interior possiblement provinguin també del teatre. Segons documents que han sobreviscut, un grapat de columnes de granit degueren ser transportades des de les Termes de Dioclecià. Potser també que algunes s'escolliren de l'antiga basílica de San Lorenzo in Damaso destruïda durant la construcció del palau, encara que això ha estat qüestionat en anys recents.
Al pati central rectangular, les dues plantes inferiors estan representades per lògies amb arcades obertes. En aquest pati dòric poden veures roses, símbol familiar de Raffaele Riario, comitent del palau. La identitat de l'arquitecte és objecte de divisió d'opinions, Francesco di Giorgio Martini Baccio Pontelli poden haver-se vist implicats en les primeres etapes del disseny. Tradicionalment s'ha atribuït a Bramante i Andrea Bregno.
La Cancelleria va ser construïda per al cardenal Raffaele Riario qui tenia el càrrec de cardenal camarlenc del seu poderós oncle, el papa Sixt IV. Es deia que els fons venien d'una nit de guanys en el joc.Des de 1753 el vicecanciller resultar ser el pretendent jacobita a la corona de la Gran Bretanya, Enric Estuard, cardenal duc de York, el jacobita «Enric IX de la Gran Bretanya». Encara alberga la Cancelleria Papal, i és un enclavament del Vaticà que gaudeix del benefici de l'extraterritorial, no sotmès a la sobirania italiana.
La llarga façana del Palau tapa la petita església basilical de Sant Llorenç in Damas, l'església titular del cardenal, l'entrada està a la part dreta de la façana. Aquesta església del segle v (l'interior ha estat reconstruït) s'assenta, com l'església de Sant Climent entre d'altres, sobre un Mitreo romà (santuari pagà dedicat al déu Mitra; les excavacions sota el pati realitzades el 1988 - 1991 van treure a la llum els fonaments dels segles IV i V de la gran basílica de San Lorenzo in Damas, fundada pel papa Damas I, i una de les més importants esglésies paleocristianes a Roma. També es va identificar un cementiri usat des del segle viii fins poc abans de la construcció del palau.
El 1517, el palau recentment construït va ser confiscat pel primer papa Mèdici, Lleó X, que no havia oblidat la complaença de Sixt i la implicació del seu nebot Riario durant els temps de la sagnant conspiració dels Pazzi que pretenia enderrocar els Mèdici a Florència per substituir el seu govern per un Della Rovere.
En el palau hi ha un vast mural que Giorgio Vasari va realitzar en només cent dies. Sense descans presumí de la seva facilitat amb Michelangelo Buonarroti, qui responia «Si vede» («Es veu»). En el palau es va instal·lar un petit teatre privat per part del cardenal Pietro Ottoboni, i a finals del segle xvii la Cancelleria es va convertir en un centre de la vida musical de Roma.
Durant la República Romana de 1849, el Parlament romà va tenir aquí la seva seu, encara que per poc temps.